# Казанский собор (Элиста)
Собор Казанской иконы Божией Матери — православный храм в городе Элиста в Калмыкии, кафедральный собор Элистинской епархии Русской Православной Церкви.

## История
Православный храм в Элисте действовал с 1860-х годов. В 1896 году он сгорел в результате пожара. В 1898 году был построен новый деревянный храм, освящённый в честь Воздвижения Креста Господня. В 1933 году этот храм был закрыт советскими властями, а в 1939 году разобран на стройматериалы. С первой половины 1940-х годов в Элисте возобновились богослужения, под которые были приспособлена церковно-приходская школа, построенная в 1879 году и сохранившаяся возле бывшего разрушенного храма Воздвижения Креста Господня. Эта церковь во имя Воздвижения Креста Господня сохранилась до нашего времени и находится возле современного Казанского собора, который был освящён 7 июня 1997 года Патриархом Алексием II.

## Описание
Храм построен по проекту московской церкви XVIII века в стиле классицизма с элементами позднего барокко. Церковь представляет собой однокупольное сферическое сооружение, увенчанное ротондой, на вершине которой находится крест. Кресты и два малых колокола над сферической ротондой и колокольней изготовлены из нержавеющей стали на волгодонском заводе «Атоммаш» и покрыты под золото нитридом титана.
В основе средней части церкви лежит восьмигранный барабан. Порталы храма украшают порталы. Над главным входом располагается колокольня с семью колоколами различного размера. Медная чешуя изготовлена в Италии.
В храме находится икона с мощами святого Иннокентия.

## Другое
Согласно закону Республики Калмыкия от 13 октября 2004 г. N 156-III-З «О праздничных и памятных днях в Республике Калмыкия» установлена государственная памятная дата «День Казанского кафедрального собора», которая отмечается ежегодно 4-го ноября.

## Источник
- Элистинская и Калмыцкая епархия — 10 лет, изд. Джангар, Элиста, 2005 г.
- Элиста: Диалог времён. Памятники истории и культуры: Фотоальбом, Элиста, 2004 г., Калмыцкое книжное издательство, 183 стр, ISBN 5-7539-0516-1